# Tom Henning Øvrebø
Tom Henning Øvrebø (Oslo, Noruega, 26 de juny del 1966) és un exàrbitre de futbol noruec.
Øvrebø va debutar a la lliga noruega de futbol el 20 de setembre del 1992, i dos anys més tard, el 1994 va assolir la internacionalitat amb la FIFA.
Va arbitrar, entre altres competicions, la Copa de la UEFA, la Lliga de Campions de la UEFA i l'Eurocopa 2008, així com diverses finals del campionat noruec.
Com a àrbitre de la màxima categoria de la UEFA, va dirigir diversos partits polèmics, inclosa la semifinal de la Lliga de Campions de la UEFA 2008-09 entre el Chelsea FC i el FC Barcelona, que més tard va ser anomenada "l'escàndol de Stamford Bridge". Øvrebø ha treballat fora del futbol com a psicòleg qualificat.